# Aulacochthebius hunanensis
Aulacochthebius hunanensis är en skalbaggsart som först beskrevs av Pu 1958.  Aulacochthebius hunanensis ingår i släktet Aulacochthebius och familjen vattenbrynsbaggar. Inga underarter finns listade i Catalogue of Life.